# Hohenkarpfen
Der Hohenkarpfen (in der Umgebung auch nur Karpfen genannt) ist ein 911,5 m ü. NHN hoher Zeugenberg der Schwäbischen Alb auf der Baarhochebene zwischen den Orten Hausen ob Verena, Gunningen und Seitingen-Oberflacht; die beiden erstgenannten Ortschaften führen den Hohenkarpfen symbolisch als Karpfenfisch im Gemeindewappen. Der Berg liegt nur wenige Kilometer vom Albtrauf mit dem Dreifaltigkeitsberg und auf der anderen Seite vom Lupfen – einem weiteren Zeugenberg – entfernt.
Die Grafen von Lupfen unterhielten ursprünglich eine Burganlage auf dem Hohenkarpfen, die Burg Hohenkarpfen, die aber geschleift wurde und von der nichts mehr erhalten geblieben ist.
Heute ist der Hohenkarpfen aufgrund seiner pittoresken Kegelform und der Aussicht über die Baar und bis in den Schwarzwald ein populäres Ausflugsziel. Seit 1944 steht das Gipfelgebiet unter Landschaftsschutz und seit 1984 unter Naturschutz.
Überregionale Bekanntheit besitzt die Kunststiftung Hohenkarpfen, die ein Museum auf dem Hohenkarpfen unterhält.